# Peter Franaszek
Peter A. Franaszek (* um 1940) ist ein US-amerikanischer Informatiker. Er ist bekannt für Pionierarbeiten in der eingeschränkten Kanalcodierung (Constrained Channel Coding).
Franaszek studierte an der Brown University mit dem Bachelor-Abschluss 1962 und wurde 1966 an der Princeton University bei Bede Liu in Elektrotechnik promoviert (On Time Varying Linear Systems). Er war 1965 bis 1968 an den Bell Laboratories und ab 1968 am Thomas J. Watson Research Center von IBM und Mitglied der IBM Academy of Technology.
1973/74 war er Gastprofessor an der Stanford University.
Von ihm stammen einige verbreitete Kodierungsverfahren für Informationen, zum Beispiel der 8b10b-Code (mit Albert Widmer) in der Telekommunikation (wie Gigabit-Ethernet, in ESCON von IBM und Fibre Channel) oder der (2,7)-RLL Code in Festplatten und CD-Laufwerken.
Er erhielt IBM Outstanding Innovation Awards für Fragment-Reduktions-Algorithmen, Netzwerktheorie, Algorithmen zur Nebenläufigkeits-Kontrolle (Concurrency Control Algorithms), RLL, den 8B/10B Code und Compressed Memory Machine. Er hält über 50 Patente und veröffentlichte rund 45 wissenschaftliche Arbeiten.
2002 erhielt er den Paris-Kanellakis-Preis, 1989 den IEEE Emanuel R. Piore Award und 2009 die Richard-W.-Hamming-Medaille. Er ist Fellow der IEEE.